# Hans von Funk
Hans Freiherr von Funck (23 de desembre de 1891 - 14 de febrer de 1979) fou un general alemany de la Wehrmacht durant la Segona Guerra Mundial, que comandà la 7a Divisió Panzer i el XXXXVII Panzerkorps.

## Carrera
Hans von Funck es va incorporar a l'exèrcit alemany l'agost de 1914 i durant la Primera Guerra Mundial va ser guardonat amb la creu de ferro de primera i segona classe. Funck va ser retingut al Reichswehr després de la guerra. El juliol de 1933 va ser designat a l'estat major. El 1936 serví a la Guerra Civil espanyola com a cap de l'Exèrcit Nacional Alemany a Espanya. von Funck fou un dels testimonis de la Massacre de Badajoz a mans del general Yagüe, després de la qual arribà a aconsellar a Hitler no enviar tropes alemanyes a Espanya pel fet que “el salvatgisme de l'exèrcit revoltat minvaria la moral dels soldats nazis".
El 1940 va ser nomenat comandant de la 3a Brigada Panzer.
El 1941 Funck va rebre el comandament de la 7a Divisió Panzer com a successor d'Erwin Rommel. Originalment havia d'haver comandat l'Afrika Korps, però Hitler va desestimar von Funck, ja que havia estat oficial de personal de Werner von Fritsch fins que von Fritsch va ser destituït el 1938. Va exercir aquest comandament a les seccions central i sud del front oriental. El 15 de juliol de 1941 va rebre la Creu de Cavaller de la Creu de Ferro.
L'1 de febrer de 1944, Funck va ser ascendit al tang de general der Panzertruppe i va ser nomenat general comandant del XXXXVII Panzerkorps, inicialment al front oriental i posteriorment occidental. El 28 de juliol, durant la batalla per Normandia, va acusar Gerhard von Schwerin de "resistència passiva, covardia i incompetència" al contraatac de Vire. Menys de quatre hores abans de l'inici de l'operació Luttich, Günther von Kluge va rebre una ordre de Hitler que Heinrich Eberbach en lloc de Funck havia de dirigir-la, tot i que Kluge va aconseguir convèncer l'OKW per ajornar la transferència del comandament. .
El 4 de setembre de 1944 va ser traslladat a la reserva de l'OKH. Funck va ser internat com a criminal de guerra a la Unió Soviètica des de l'agost de 1945 fins al seu alliberament el 1955.

## Condecoracions
Creu de Cavaller de la Creu de Ferro amb Fulles de Roure
 Creu de Cavaller: 15/7/1941 com Generalmajor i comandant de la 7. Panzer-Division
 Fulles de Roure: 22/8/1943 (278è) com Generalmajor i comandant de la 7. Panzer-Division
 Creu Alemanya en Or: 14/3/1943 com Generalleutnant  i comandant de la 7. Panzer-Division
  Creu de Ferro 1914 de 1a Classe (2/12/1917)
  Creu de Ferro 1914 de 2a Classe (12/6/1915)
 Insígnia de ferit (1918) en Plata
 Creu Hanseàtica d'Hamburg
 Creu d'Honor dels Combatents 1914-18
 Barra de 1939 a la Creu de Ferro 1914 de 1a Classe (05/1940)
 Barra de 1939 a la Creu de Ferro 1914 de 2a Classe
 Medalla del Llarg Servei a la Wehrmacht de I i IV classe
Insígnia de Combat de Tancs en Plata
 Creu Espanyola en Or i Espases
 Medalla Militar (Espanya)
 Medalla de la Campanya (Espanya)
 Medalla de la Campanya d'Hivern a l'Est 1941/42